# Раздольный (Ставропольский край)
Раздо́льный — хутор в Кочубеевском районе (муниципальном округе) Ставропольского края России.

## География
Расстояние до краевого центра: 69 км.
Расстояние до районного центра: 41 км.
Примерно в 1 км от улицы Центральной расположено общественное открытое кладбище площадью 9 тыс. м².

## История
До 16 марта 2020 года хутор входил в упразднённый Георгиевский сельсовет.

## Население
| 1989 | 2002 | 2010 | 2014 |
| ---- | ---- | ---- | ---- |
| 383  | ↘326 | ↘277 | ↗300 |

По данным переписи 2002 года в национальной структуре населения преобладают русские (90 %).

## Инфраструктура
Медицинскую помощь оказывает фельдшерско-акушерский пункт.